# Monument în memoria ostașilor consăteni căzuți în 1941-1945 (Hancăuți)
Monumentul în memoria ostașilor consăteni căzuți în 1941-1945 este un monument amplasat în Hancăuți, raionul Edineț, Republica Moldova. Este un monument istoric de importanță națională inclus în Registrul monumentelor Republicii Moldova ocrotite de stat cu nr. 940 (raionul Edineț). Datează din 1975.